# Oakdale (Luizjana)
Oakdale – miasto w Stanach Zjednoczonych, w stanie Luizjana, w parafii Allen.